# Renda, Gansu
Renda är en köping i nordvästra Kina. Den ligger i Jingning härad i Pingliang i provinsen Gansu, omkring 200 kilometer sydost om provinshuvudstaden Lanzhou. Antalet invånare är 24 358. Befolkningen består av 12 026 kvinnor och 12 332 män. Barn under 15 år utgör 19,0 %, vuxna 15-64 år 69 %, och äldre över 65 år 10,0 %.